# もう一度キス
『もう一度キス』（もういちどキス）は、2001年1月9日より3月13日まで毎週火曜日23:00 - 23:45に、NHK総合テレビジョンの「ドラマDモード」で放送されていた日本のテレビドラマ。主演は窪塚洋介。

## キャスト
主要人物
- 三枝歩〈20〉 - 窪塚洋介
- 玲花〈23〉（歌手） - ユンソナ

三枝家
- 三枝努〈43〉（歩の父親） - 加藤雅也
- 三枝陽子〈48〉（歩の母親） - 佐藤友美

歩の関係者
- 野村美和〈20〉（歩の元・恋人） - 国分佐智子
- 李正美〈20〉（在日韓国人・美和の友人） - 小田エリカ

バンド関係者
- 本田昭典〈20〉（歩のバンド仲間） - 柏原収史
- 鈴木潤也〈20〉（歩のバンド仲間） - 伊崎充則
- 橘由紀恵〈18〉（バンドのヴォーカル） - 赤坂七恵

その他
- キム・ミギョン - 銀粉蝶
- 秘書・千葉 - 平泉成

## スタッフ
- 作 - 梅田みか[1]
- 音楽 - 倉本裕基[1]
- 主題歌 - スティーブ・バラカット「ラブ・アフェア 〜愛のテーマ〜」
- 日本語指導  - 文恵子
- ピアノ指導 - 樋口あゆ子
- 歌唱指導 - 角谷哲朗
- 制作統括 - 小松隆一、一井久司
- プロデューサー - 中山和記
- 撮影 - 木村祐一朗
- 照明 - 高山喜博
- 音声 - 菊池正嗣
- 音響効果 - 藤村義孝
- 編集 - 深沢佳文
- 美術 - 山本修身
- 美術進行 - 杉山貴直
- 映像技術 - 植木康弘
- 記録 - 藤島理恵
- コーディネーター - 安原相國、キム・チャンス
- 制作協力 - KBS
- 演出 - 星田良子[1]、三木茂[1]
- 共同制作 - NHKエンタープライズ21、共同テレビジョン
- 制作著作 - NHK

## 受賞歴
- 第28回ザテレビジョンドラマアカデミー賞
  - 新人俳優賞（ユンソナ）

## 放送日程
| 各話   | 放送日        | サブタイトル                 |
| ------ | ------------- | ---------------------------- |
| 第1話  | 2001年1月09日 | どこに向かって生きるの？     |
| 第2話  | 2001年1月16日 | 大切な人、大切なこと         |
| 第3話  | 2001年1月23日 | 君の未来と僕の存在           |
| 第4話  | 2001年1月30日 | あなたという自分が好き       |
| 第5話  | 2001年2月06日 | 本当の君を知りたい           |
| 第6話  | 2001年2月13日 | 出あいは過去にしたくない     |
| 第7話  | 2001年2月20日 | 君はひとりじゃない、僕がいる |
| 第8話  | 2001年2月27日 | またあうために、さようなら   |
| 第9話  | 2001年3月06日 | 最高の時をください           |
| 最終話 | 2001年3月13日 | あなたにあえてよかった       |